# Мандеизм

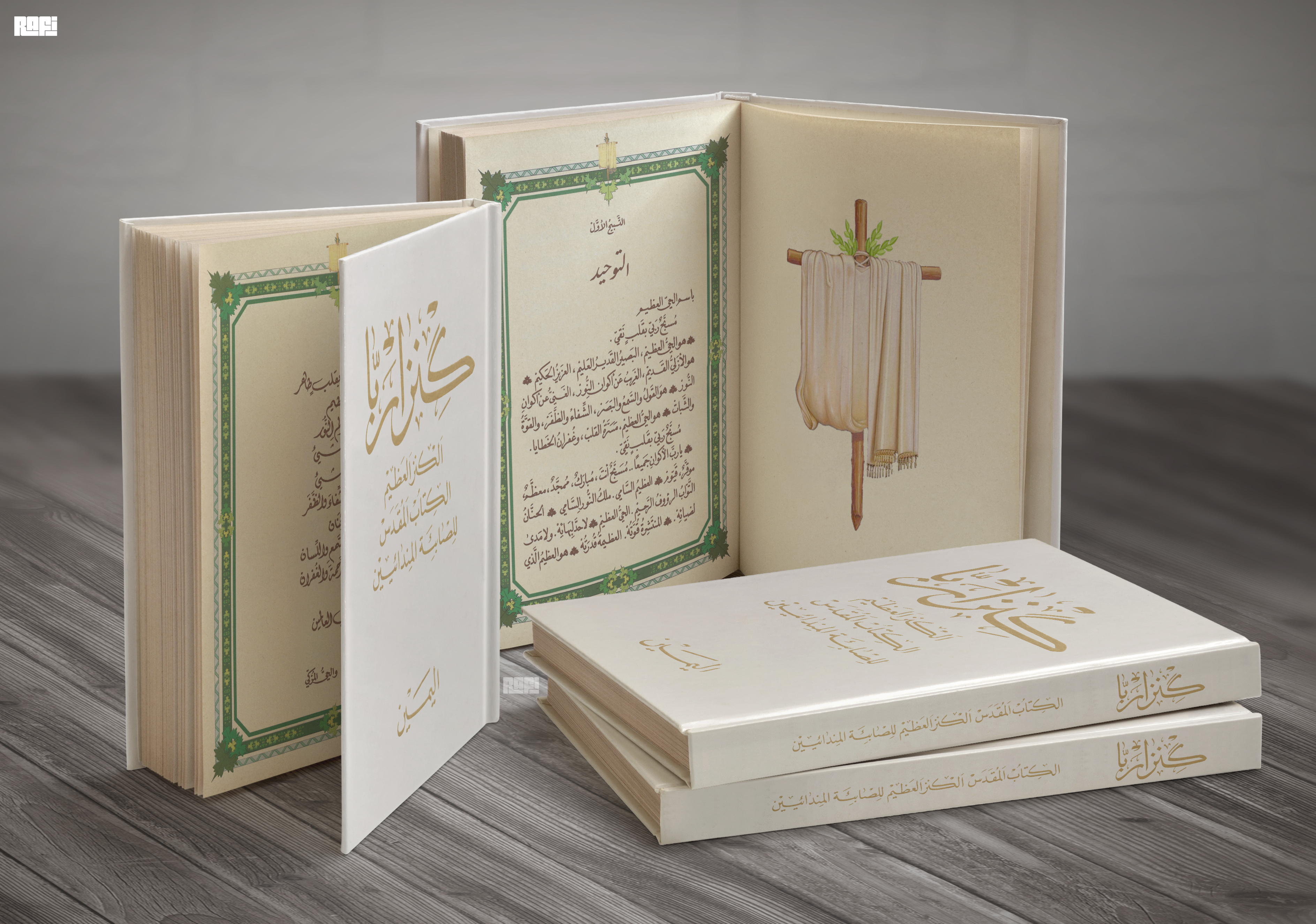
Гиндза Рба — самое длинное из многих священных писаний мандеизма

Мандаизм или мандеизм (мандейск. ࡌࡀࡍࡃࡀࡉࡉࡀ, mandaiia; араб. مِنْدَائِيَّة‎, минда̄ʾийя; также сабианизм от араб. صَابِئِيَّة‎, с̣а̄биʾӣя) — гностическая этническая монотеистическая религия:4:1. Её название происходит от арам. מַנְדַּע и мандейск. ࡋࡀࡅࡐࡀ manda — «знание», что практически соответствует др.-греч. γνῶσις, то есть слово «мандеи» означает «гностики». Последователи называются мандеи. В наше время существуют в основном в городах Ирака: Насирия, Багдад и Басра и насчитывают около 10 000 последователей (другие статистические данные свидетельствуют о 30 000). Занимаются главным образом обработкой ювелирных изделий. Выступают против любых форм борьбы и кровопролития.
Трудно определить ущерб, нанесённый мандеям во время войны в Ираке. Небольшая группа мигрировала в Австралию, где они пытаются дальше развивать свои традиции. 11 000 живут в Швеции, где для них построена самая большая в Европе мандейская церковь.

## Учение
По учению мандеев, высшее божество «Великая жизнь» эманирует из себя небесные существа, или эоны (символом эманации является Иордан). Этими существами являлись библейские праотцы и пророки. Последним среди эонов был Иоанн, сын Захарии (Яхья бар Зкария). Иисуса Христа и Мухаммада мандеи считают лжепророками. Почитают Адама, Авеля, Сифа, Еноса, Сима, Арама, но отвергают Авраама и Моисея.
Мандеи, подобно ессеям Кумрана, практикуют регулярные священные омовения и ритуальные трапезы. По мнению многих учёных, религия мандеев могла возникнуть из слияния гностических сект Вавилонии с группами учеников Иоанна Крестителя, переселившихся в Месопотамию из Иудеи (намёк на такие группы усматривают в Деяниях апостолов (18:24-19:7). Рудольф Бультман и Рихард Райценштайн пытались доказать, что в литературе мандеев содержится гностический дохристианский миф о «Спасителе», повлиявший на богословие Евангелия от Иоанна. Однако их оппоненты (Ганс Лицман, Морис Гогель и др.) утверждали, что в эпоху возникновения христианства мандеи скорее всего не существовали. Мандеи практикуют крещение умерших.
Истоки мандеев связывают также с иудеохристианской сектой елкесаитов, из которой происходил основатель манихейства пророк Мани. Жившие в Иудее и Ассирии елкесаиты были схожи с эбионитами; практиковали крещение водой и носили белые одеяния, как и мандеи. Ибн ан-Надим описывал сабийскую секту в южной Месопотамии, которая, видимо, соответствует елкасаитам, ведущим свою историю от некоего Элкасая, проповедовавшего в Парфии.

### Фундаментальные принципы
1. В Высшем бесформенном Начале содержится исток всех духовных, эфирных, материальных миров и существ. Творение осуществляется Создателями, проистекающими из Высшего Начала. Космос создан по подобию Предвечного Человека, выражая его форму и структуру.
2. Всё существует благодаря Двойственности: Свет и Тьма, космические Отец и Мать, материальное и духовное, Правое и Левое, сизигия Космического и Микрокосмического…
3. Мир прототипов противоположен материальному миру.
4. Душа является пленницей материального мира, но в конечном счёте возвращается к своему истоку — Высшему Началу.
5. Планеты и звёзды влияют на судьбу людей и на посмертное воздаяние.
6. Душе в её странствиях по жизни и смерти помогает дух Спасителя, направляя её к Мирам света.
7. Язык культа символ и метафора. Идеи и качества персонифицированы.
8. Причастие помогает приобщиться к тайнам, очищает душу, способствует возрождению духовного тела и подъёму к Высшим мирам из мира неопределённости, каковым является материальный мир. Традиционные обряды основаны на интерпретации и повторении истории Создания мира, в особенности Предвечного Человека, который выступает как Царь-священник.
9. Великая тайна, содержащаяся в 1, 2, 8 пунктах раскрывается только посвящённым, которые способны понимать и сохранять Истинное знание.

## Галерея

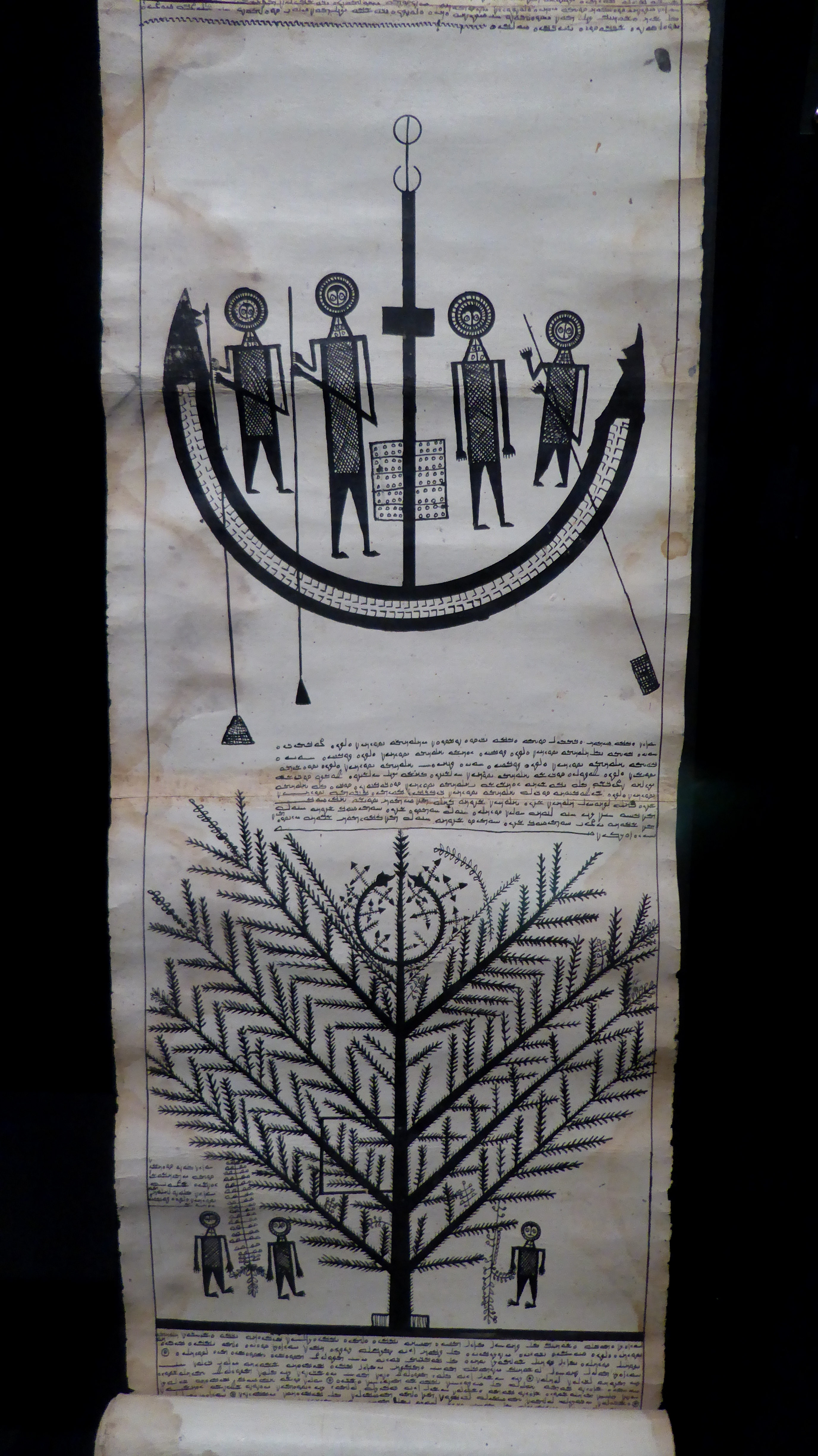
Свиток Абатура XVIII века в Бодлианской библиотеке в Оксфорде.
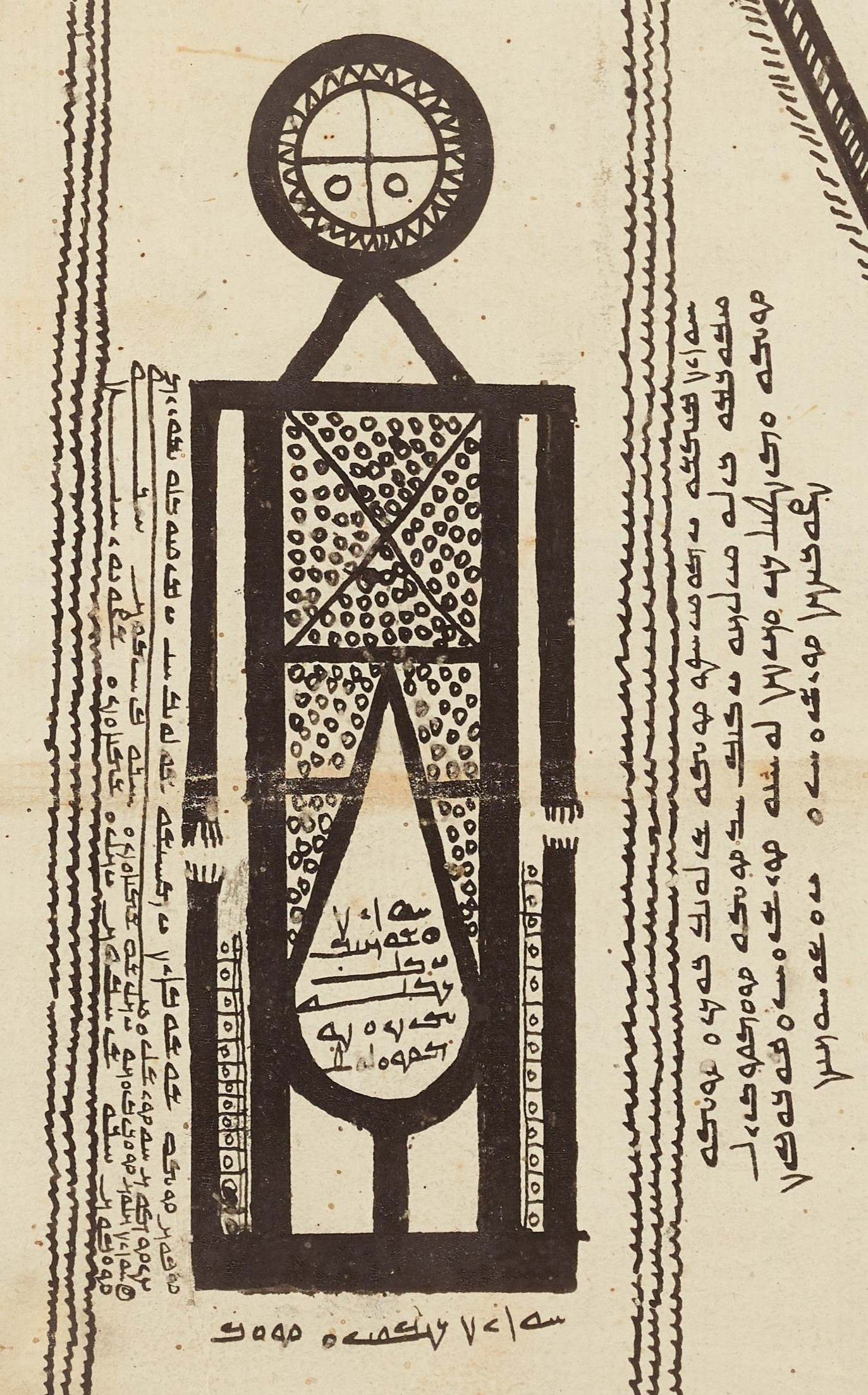
Изображение Абатура из Дивана Абатура
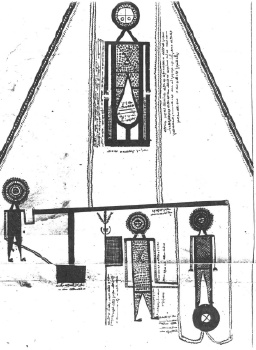
Изображение Абатура на весах из Дивана Абатура
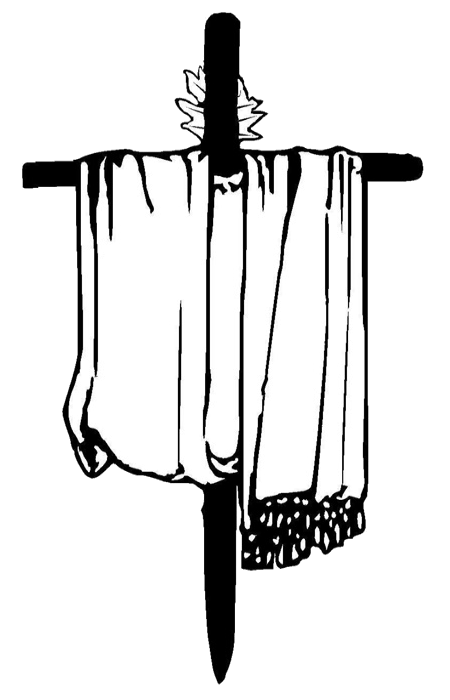
Мандейский Дарфаш, символ веры мандеев
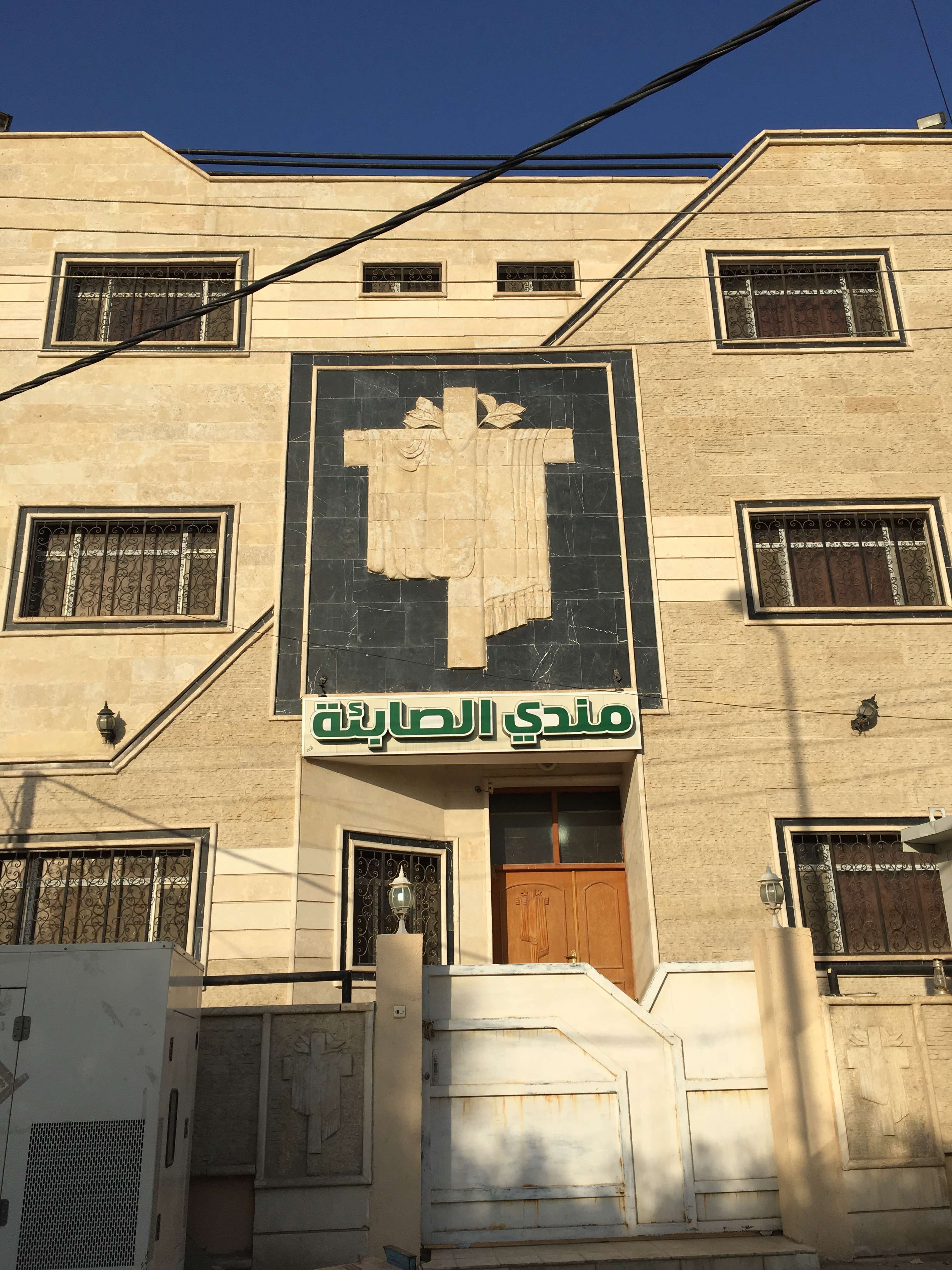
Мандиан Бет Манда (Машханна) в Насирии, южный Ирак, 2016 г.